# シャンシェ (クサニ公)
シャンシェ（グルジア語: შანშე、グルジア語ラテン翻字: Shanshe、17世紀末 – 1753年）は、カルトリ王国の政治家。1718年よりクサニ公国のエリスタヴィとなった。

## 生涯
シャンシェは1719年、カルトリ王ヴァフタング6世に対して反乱を起こしたものの失敗に終わり、イメレティに追放された。シャンシェは辛うじて国外への追放から逃れることに成功した。そして1720年にも反乱を起こしたが、再び敗北した。その後、彼はヴァフタング6世王に忠誠を誓い、最後まで誓約を守った。
1723年にオスマン帝国がカルトリ地方およびカヘティ地方に侵攻し、オスマンの支配が確立した。シャンシェは他のタヴァディらとともにオスマン帝国へ加わったが、間もなくオスマンに対して反乱を起こした。1735年、カヘティ＝カルトリの支配がオスマン朝トルコからアフシャール朝ペルシャに変わると、シャンシェはギヴィ・アミラフヴァリやヴァフシティ・アバシゼらとともにペルシャの征服者に対する大規模な蜂起を主導した。シャンシェはクサニ公国の堅固な要塞を拠点に2年に渡って戦闘を続け、時には直接攻撃で、時にはゲリラ攻撃によって、ペルシャに大きな損害を与えた。
しかしながら1737年、ついにシャンシェはイコルタでペルシャに敗北した。イメレティはペルシャ軍により掃討され、シャンシェはロシア帝国へと逃れた。シャンシェはヴァフタング6世の嫡男バカルをカルトリに帰還させる動きを支援し、ロシア皇帝にも協力を働きかけたが、バカルを帰還させることはできなかった。シャンシェはカルトリの自領に戻り、アフシャール朝との戦いを続けた。
1739年、シャンシェの弟イアセ・クララハシの妻ケテヴァンが、アラグヴィ公バルジムの弟ウトルティから性的暴行を受けた。シャンシェは報復としてレケビ12,000人を雇い、アナヌリ城を包囲した（アナヌリの戦い）。バルジムは危害を及ぼさないことを誓い、降伏したが、ウトルティは『シェウポヴァルシ』の塔に籠城し、戦いを続けた。これに激怒したシャンシェはバルジムに死刑を宣告したうえでアナヌリ城に突入し、場内の居住施設を襲撃し、塔を焼き払った。ウトルティとその家族は、炎に焼かれて死亡した。
当時、レケビの部族はカルトリ地方に対して度重なる襲撃を行っていた。そのためアナヌリの戦いにおいてシャンシェがレケビを味方として使ったことは、カルトリの人々にとって受け入れ難いものであった。かつての戦友ギヴィ・アミラフヴァリもシャンシェに対立した。当時トビリシに居住していた息子イオアネもまたシャルシェを裏切ったが、シャルシェは逆にイオアネの地位と俸給を奪い取った。
1740年、アフシャール朝ペルシャの軍勢がクサニ公国を襲撃し、シャンシェは妻や子供たちとともにアツリスヘヴィ要塞へと逃れた。シャンシェには軍事的な抵抗手段がなく、闇夜に紛れてボルジョミ渓谷へと移動し、そこからアハルツィヘのパシャのもとへと避難した。その後、ペルシャのナーディル・シャーおよびオスマン帝国当局の指示により、アハルツィヘのパシャはシャンシェをペルシャに引き渡した。ナーディル・シャーはシャンシェをデルベントに収容し、その後マシュハドの砦に投獄した。シャンシェは反逆の罪により、両目抉りの罰を受けた。1745年、全盲となったシャンシェはトビリシに送還され、2年を過ごした。1747年、シャンシェはクサニ公の地位に復帰し、荘園領地もシャンシェの手に返却された。シャンシェは後にカヘティ王国のエレクレ2世およびテイムラズ2世と敵対するようになった。シャンシェは反逆罪により逮捕され、1753年にトビリシの獄中で死亡した。